# 옥병서원
옥병서원은 대한민국 경기도 포천시 창수면 주원리에 있는 서원이다. 1986년 4월 9일 포천시의 향토유적 제24호로 지정되었다.

## 개요
박순의 학문과 덕행을 기리기 위해 창건한 조선 후기 서원이다.